# X-Beam Football Club
X-Beam Football Club é um clube de futebol das Ilhas Salomão. Disputou a primeira divisão nacional pela última vez na temporada 2014–15.